# جودیت بارسی

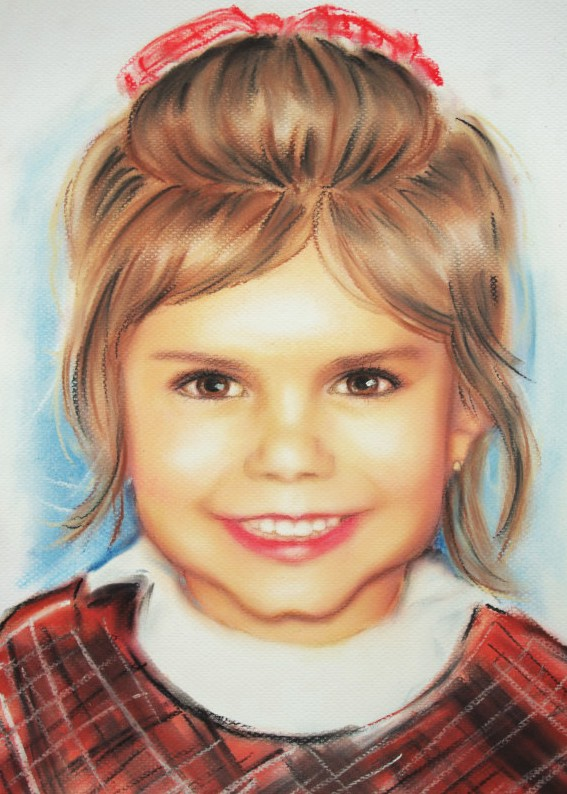

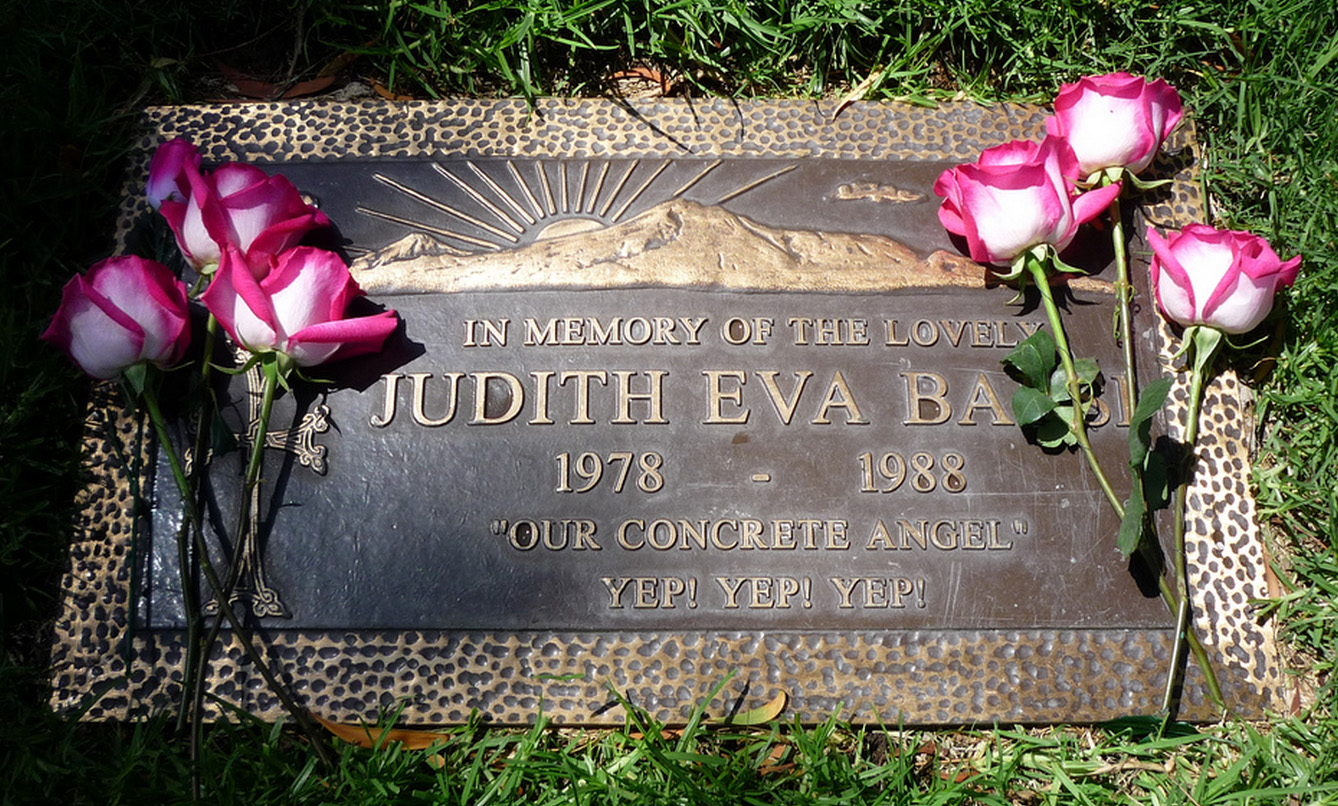

جودیت ایوا بارسی (انگلیسی: Judith Eva Barsi؛ ۶ ژوئن ۱۹۷۸ – ۲۵ ژوئیهٔ ۱۹۸۸) یک هنرپیشه خردسال سینما و تلویزیون اهل ایالات متحده آمریکا بود.

## درگذشت
پدر وی که دچار اختلالات روانی و الکلیسم بود، پس از ۸ سال آزار جسمی و روانی او، در سال ۱۹۸۸ و در جریان یک خود-دیگرکشی، ابتدا جودیت و مادرش را به قتل رساند و سپس با شلیک گلوله‌ای به زندگی خود پایان داد. جودیت در آرامگاه فارست لان مموریال پارک (هالیوود هیلز) به خاک سپرده شده است.

## بخشی از فیلمشناسی
از فیلم‌ها یا برنامه‌های تلویزیونی که وی در آن نقش داشته است می‌توان به چشم ببر (۱۹۸۶), آرواره‌ها: انتقام (۱۹۸۷) و نمایش تریسی آلمن (۸۸–۱۹۸۷) اشاره کرد.